# Indiana Pacers
Indiana Pacers este un club de baschet din Indianapolis, Indiana. Echipa este membră a Diviziei Centrale din Conferința de Est a National Basketball Association (NBA). Pacers joacă meciurile de acasă în Bankers Life Fieldhouse, pe care o împart cu echipa feminină de baschet Indiana Fever, de asemenea deținută de Herb Simon.
Indiana Pacers a început să joace în 1967 ca membră a American Basketball Association (ABA), unde au câștigat trei campionate și au creat o dinastie. În 1976, Pacers s-au mutat din ABA în NBA.